# 678
678 (DCLXXVIII) fue un año común comenzado en viernes del calendario juliano, en vigor en aquella fecha.

## Acontecimientos
- Agatón sucede a Dono como papa.

## Nacimientos
- K'inich Ahkal Mo' Naab III, gobernante maya.

## Fallecimientos
- 11 de abril: Dono, papa católico.
- Aisha: una de las esposas de Mahoma.